# David Milman
David Pinchusowitsch Milman (russisch Давид Пинхусович Мильман; hebräisch דוד מילמן; * 30. März 1912 in Tschetschelnyk bei Winnyzja, Ukraine; † 12. Juli 1982 in Tel Aviv) war ein ukrainisch-israelischer Mathematiker.
Das Geburtsdatum wurde später von einem Standesbeamten „der Einfachheit halber“ auf den 1. Januar 1913 datiert. 1929 siedelte die Familie nach Odessa um. Dort wurde er 1931 an der staatlichen Universität zugelassen und erlangte 1934 einen Abschluss. Aus Gründen der „sozialen Herkunft“ wurde ihm die weitere Mathematikausbildung bis 1937 verwehrt. Er konnte dann unter M. G. Krein weiter studieren und wurde 1939 promoviert. Anschließend war er Dozent am polytechnischen Institut, musste aber nach Kriegsende mit der Entlassung Kreins die Universität verlassen. Danach lehrte Milman am Institut für Kommunikation in Odessa, bis er 1974 nach Israel einwanderte, wo er sofort eine Professur an der Universität Tel Aviv antrat.
David Milmans mathematisches Hauptarbeitsgebiet war die Funktionalanalysis. Mit seinem Namen sind der Satz von Milman über die Reflexivität gleichmäßig konvexer Räume und der Satz von Krein-Milman über die Extremalpunkte kompakter konvexer Mengen verbunden.
Er ist der Vater des kanadischen Mathematikers Pierre Milman und des israelischen Mathematikers Vitali Milman (Professor in Tel Aviv).